# ヒラヌマ
「ヒラヌマ (Hiranuma)」は、第二次世界大戦の太平洋戦争において米軍によって報告された、日本海軍が保有したとされる戦艦。
しかし「ヒラヌマ」なる艦名は日本海軍の命名慣例から大きく外れており、同名の艦船は当時の日本海軍に存在しなかった。
また金剛型戦艦の「霧島 (きりしま、Kirishima) 」を攻撃したり、「ヒラヌマ」と共に戦艦「榛名（はるな、Haruna) 」を撃沈したという報道もあった。
開戦劈頭のフィリピン攻略戦において、アメリカ軍爆撃機の空襲により日本海軍の軽巡洋艦が損傷、もしくは掃海艇が沈没したのを、戦果誤認したものと思われる。

## 概要
「ヒラヌマ」（平沼）とは、1941年（昭和16年）12月10日の南方作戦にともなうフィリピン攻防戦で、アメリカ合衆国が報道した架空の日本戦艦。
12月11日時点のマニラ発の発表では、ルソン島北部沖合で霧島型戦艦にアメリカ陸軍爆撃機が爆弾3発を命中させたというものだった。ところがワシントンのヘンリー・スティムソン合衆国陸軍長官が「アメリカ陸軍爆撃機がルソン島北岸沖合で戦艦榛名を撃沈した。」と発表する。
「ヒラヌマ」という艦名は、この作戦における空中戦において、アメリカ陸軍航空隊が「空の要塞」と誇っていたB-17が初めて撃墜され、機長のコリン・ケリーの死とともに、アメリカでそれが報じられた時に、そのB-17は戦艦を撃沈後に墜落したとし、その際に挙げられた可能性のある戦艦として、金剛型、榛名とともに伝えられた。しかし、当時のアメリカの報道では、戦死したケリー大尉（機長）や、生還したメイヤー・レヴィン曹長（ケリー機の爆撃手）の報道と「ヒラヌマ」の報道は関連していない（後述）。
「ヒラヌマ」という軍艦は日本に存在せず、また金剛型戦艦が比島作戦に参加したうえに損傷したり沈没した事実もない。
おそらくルソン島攻略作戦に従事していた軽巡洋艦が、B-17の爆撃を受けて損傷したのを誤認したものとみられる。なお漢字で表記された日本語の艦名を英語に翻訳する際、誤訳した事例がいくつか存在する。
1941年12月10日時点における比叡と霧島は南雲機動部隊に所属して真珠湾攻撃に参加していた。金剛と榛名はマレー作戦に従事してマレー半島沖合を行動しており、東洋艦隊に備えていた（マレー沖海戦）。
12月10日にルソン島周辺でアメリカ軍機の攻撃を受けた艦隊（艦艇）は以下のとおり。
第五水雷戦隊司令官原顕三郎少将が率いる軽巡名取などのルソン島北部（カガヤン州）アパリ攻略部隊は、アメリカ軍機から幾度も空襲をうけた。名取と駆逐艦春風がアメリカ軍重爆撃機の空襲を受け、名取が至近弾により戦死7名と重軽傷15名を出し、燃料が漏れだした。カガヤン川の河口に派遣された第19号掃海艇は、被弾して爆沈した。
ルソン島南イロコス州ビガン攻略作戦に従事していたのは、第四水雷戦隊司令官西村祥治少将が率いる軽巡那珂と第2駆逐隊と第9駆逐隊および輸送船団と護衛部隊であった。10日午前8時以降、米軍戦闘機と重爆撃機による空襲が始まり、那珂が至近弾により戦死2名と負傷者6名を出した。輸送船高雄丸が座礁し、大井川丸が炎上した。そして第10号掃海艇がP-35戦闘機の銃撃で機雷の誘爆により爆沈し、P-35（第34追撃中隊、サムエル・H・マレット中尉）1機が第10号掃海艇の爆発に巻き込まれて墜落した。
ルソン島ビガン沖にいて第四水雷戦隊を支援していた第三艦隊（司令長官高橋伊望中将）に所属する重巡洋艦足柄、摩耶、軽巡洋艦球磨、駆逐艦松風、朝風は、足柄が連合国軍飛行艇より爆撃を受けたが命中しなかった。
戦艦撃沈は誤報だが、12月10日のアメリカ陸軍機は戦果を挙げた。生還した搭乗員の報告を司令部の幕僚が「ジェーン海軍年鑑」と照合してまとめて、12月12日ダグラス・マッカーサー大将の名前で本国へ打電された。電報には「讃うべきはフロリダ州マジソン出身ケリー大尉の功績である。大尉は見事に戦艦榛名を攻撃し、これを航行不能とした」とある。前後して新聞記者の美談調の記事が送られ、話はエスカレートしていった。

## 「ヒラヌマ」報道の変遷
1941年12月12日付のThe Mercury紙は「日本海軍の戦艦が炎上」と題した記事を掲載した。この記事では、「マニラにて陸軍が発表した声明によるとフィリピンのルソン島沿岸北東10マイルの地点で日本海軍の29,000トン級戦艦ヒラヌマがアメリカ陸軍による爆撃を受け炎上した」と報じており、同日付のThe Canberra Times紙やAdvocate紙も同様の報道を行っている。同12日朝、合衆国アジア艦隊のトーマス・C・ハート長官は「爆撃により日本戦艦金剛に命中弾3発を与えて大損害を与えた」と発表し、英国放送協会も「霧島か比叡、もしくは榛名か平沼を撃沈した」と報じた。
これらの報道にケリーの名は一切登場せず、爆撃機による体当たり攻撃が行われたという報道も存在しない。ヒラヌマに関する報道自体も特に大規模に行われた訳ではない。12月10日の航空戦は「被撃墜後、戦艦榛名の煙突へ体当たりして撃沈した」と報道された。
1944年9月2日付のThe Advertiser紙には「1941年以来の主要な出来事」と題した1941年12月から1944年9月までの年表が掲載された。この中で、1941年12月11日の欄には日本軍によるグアム攻撃と共に「日本の戦艦ヒラヌマを爆撃し、深刻な損傷を与えた」と記載されている。
アメリカ海軍は1944年10月下旬のレイテ沖海戦で栗田艦隊に所属していた榛名を確認し、同年11月下旬に「ケリー大尉が榛名を撃沈した事はない」と発表した。1945年9月10日の『布哇タイムス』では、呉軍港に進駐した記者が「遙か向ふにコリン・ケリー大尉が開戰數日後にルソン島沖で撃沈したと報告された榛名艦は、米艦載機隊の呉爆撃で遂に破壞し底を海底に着け、水浸しの哀れな艦體上層部のみを現してゐる」と報じている。
一方、1945年8月11日付のThe Daily Newsに掲載された「太平洋戦争のハイライト」と題された年表では、1941年12月11日の欄で「フィリピン沖にて米軍の爆撃により戦艦ヒラヌマが撃沈される」と記載されている。1945年9月28日付のWodonga and Towong Sentinel紙には太平洋戦争の経過を追う年表が付されたが、こちらの1941年12月11日の欄でも同様に記載されている。
戦後、日本海軍の坂井三郎が『大空のサムライ』にて、アメリカにおける報道内容を「コリン大尉以下10名の搭乗するB-17は、圧倒的な日本空軍の攻撃を排除しつつ、ビガンの敵上陸地点を空爆した。戦艦ハルナ、戦艦ヒラヌマほか約40隻の日本艦隊は、上陸作戦中だったが、B-17は500ポンド爆弾3発を投下、そのうち1発はハルナに、2発はヒラヌマに命中、ともに大火災を発生させたが、敵艦載機数10機による包囲攻撃を受け、故障を生じたコリン大尉は、B-17をそのまま降下させ、ハルナに体当たりを遂行しこれを撃沈した。コリン大尉の勇戦こそは全軍の範とすべきである」と紹介して、米軍が「空の要塞」と誇っていたB-17が撃墜されたことから、「士気の低下を恐れた米軍が、（架空の）日本軍戦艦を撃沈した、との情報を流したのであろう」と語っている。なお、坂井三郎はこのB-17を自分が撃墜したと主張しているが(著書では撃墜は確認できなかったので撃墜不確実と報告したと述べている)、記録によれば、坂井三郎はこの出撃で交戦していない。また既述のようにビガン上陸作戦中にB-17の爆撃を受けたのは軽巡那珂、ビガン沖合で至近弾を受けたのは重巡足柄である。